# Paradoxa de Bertrand (probabilitat)
La paradoxa de Bertrand és un problema de la teoria de la probabilitat que  posa en evidència els límits de la intuició quan s'aplica  a un univers de probabilitats infinit. Joseph Bertrand la va introduir a la seva obra Calcul des probabilités (1889).

## Enunciat
Considerem un triangle equilàter inscrit en un cercle, que suposarem de radi 1, però podria tenir qualsevol radi.
Suposem que es tria una corda del cercle a l'atzar. Quina és la probabilitat que la corda sigui més llarga que un costat del triangle?
Bertrand va donar tres arguments  tots aparentment vàlids però amb solucions diferents:

Extrems aleatoris, mètode de selecció 1; vermell = més llarg que el costat del triangle, blau = més curt

1. Extrems aleatoris, mètode de selecció 1; vermell = més llarg que el costat del triangle, blau = més curt El mètode dels "extrems aleatoris": Trieu un punt aleatòriament  de la circumferència del cercle. Gireu el triangle de manera que un dels seus vèrtexs coincideix amb el punt escollit per tal de visualitzar-ho millor. Després escolliu  un altre punt aleatòriament i dibuixeu la corda que els uneix. Observeu que   aquesta corda és més llarga que el costat del triangle si el segon extrem de la corda es troba a l'arc comprès entre els extrems del costat del triangle oposat al primer punt. La longitud d'aquest arc és un terç de la circumferència del cercle, per tant, la probabilitat que una corda aleatòria sigui més llarga que un costat del triangle inscrit és 13.

Acords aleatoris, mètode de selecció 2;vermell = més llarg que el costat del triangle, blau = més curt

2. Acords aleatoris, mètode de selecció 2;vermell = més llarg que el costat del triangle, blau = més curt El mètode del "punt radial aleatori". Trieu un radi del cercle, trieu un punt del radi i construïu la corda que passa per aquest punt i és perpendicular al radi. Per calcular la probabilitat en qüestió, imagineu el triangle girat de manera que un costat sigui perpendicular al radi. La corda és més llarga que un costat del triangle si el punt escollit del radi és més a prop del centre del cercle que el punt on el costat del triangle talla el radi. El costat del triangle talla el radi en dos segments iguals, per tant, la probabilitat que una corda aleatòria sigui més llarga que un costat del triangle inscrit és 12.

Punt mitjà aleatori.

3. Punt mitjà aleatori. El mètode del "punt mitjà aleatori". Trieu un punt en qualsevol lloc dins del cercle i construïu una corda amb el punt escollit com a punt mitjà (o correspondrà a un diàmetre si el punt escollit és el centre de la circumferència). Si el punt escollit és el punt de tangència entre la circumferència i el triangle, la corda tindrà la mateixa longitud que el costat del triangle. La corda serà més llarga si el punt escollit cau dins del cercle concèntric, que té radi 12. L'àrea d'aquest cercle  és una quarta part de l'àrea del cercle més gran, per tant, la probabilitat que una corda aleatòria sigui més llarga que un costat del triangle inscrit és 14.

Explicació.
La paradoxa de Bertrand posa en evidència la dependència del mètode de selecció d'una corda "a l'atzar" per trobar la solució del problema. Tan bon punt s'especifica aquest mètode, el problema té una solució ben definida. Si no s'especifica la manera d'agafar una corda del cercle a l'atzar, el problema és ambigu. Les tres solucions presentades per Bertrand corresponen a mètodes de selecció diferents i vàlids, i ,en absència d'altra informació, no hi ha cap raó per preferir-ne una sobre les altres.

Aquests tres respostes difereixen pel que fa al pes que donen a les cordes que són diàmetres . Aquest problema es pot evitar "regularitzant" el problema per tal d'excloure els diàmetres, sense afectar les probabilitats resultants.  Però, tal com s'ha presentat anteriorment, en la resposta 1, cada corda es pot triar exactament d'una manera, independentment de si és o no un diàmetre. En la resposta 2, cada diàmetre es pot triar de dues maneres, mentre que les altres cordes es poden triar només d'una manera. I en la resposta 3, cada elecció de punt mitjà correspon a una sola corda, excepte el centre del cercle, que és el punt mitjà de tots els diàmetres.
Diagrames de dispersió de punts mitjans o cordes escollits a l'atzar mitjançant els mètodes anteriors.

Els dos primers diagrames dels punts mitjans no són uniformes, mentre que el tercer sí que ho és.
|  |  |  |
|  |  |  |

Una explicació de la paradoxa es pot trobar a l'article de N.C. Petroni i al d'Alon Drory.